# Giovanni Enrico IV di Gorizia
Giovanni Enrico IV di Gorizia (1322 – 17 marzo 1338) è stato conte di Gorizia dal 1323 al 1338.

## Biografia
Nato nel 1322, succedette al padre Enrico II quando questi morì a un anno dalla sua nascita. Nel 1332 venne nominato podestà di Trieste nonostante la sua giovane età.
Non poté mai governare autonomamente, morendo prematuramente nel 1338, a circa 16 anni, anno in cui tuttavia concluse un accordo con Monfalcone. La sua eredità andò ai cugini, figli dello zio Alberto II.
Nel 1336 aveva sposato la duchessa Anna d'Absurgo, dopo un tentativo di fidanzamento fallito nel 1335 con la principessa Beatrice d'Aragona.

## Ascendenza
|                               |                        |                          | Genitori                           |  |  | Nonni |  |  | Bisnonni                     |  |  | Trisnonni                  |  |
|                               |                        |                          |                                    |  |  |       |  |  | Mainardo I di Tirolo-Gorizia |  |  | Enghelberto III di Gorizia |  |
|                               |                        |                          |                                    |  |  |       |  |  | Mainardo I di Tirolo-Gorizia |  |  | Enghelberto III di Gorizia |  |
|                               |                        | Matilde d'Andechs        |                                    |  |  |       |  |  | Mainardo I di Tirolo-Gorizia |  |  |                            |  |
| Alberto I di Gorizia          |                        |                          |                                    |  |  |       |  |  | Mainardo I di Tirolo-Gorizia |  |  |                            |  |
|                               |                        | Adelaide del Tirolo      | Alberto III di Tirolo              |  |  |       |  |  |                              |  |  |                            |  |
|                               |                        | Adelaide del Tirolo      | Alberto III di Tirolo              |  |  |       |  |  |                              |  |  |                            |  |
|                               |                        | Adelaide del Tirolo      | Uta von Frontenhausen-Lechsgemünd  |  |  |       |  |  |                              |  |  |                            |  |
| Enrico II di Gorizia          |                        | Adelaide del Tirolo      |                                    |  |  |       |  |  |                              |  |  |                            |  |
|                               |                        | Corrado I di Slesia      | Enrico II il Pio                   |  |  |       |  |  |                              |  |  |                            |  |
|                               |                        | Corrado I di Slesia      | Enrico II il Pio                   |  |  |       |  |  |                              |  |  |                            |  |
|                               |                        | Corrado I di Slesia      | Anna di Boemia                     |  |  |       |  |  |                              |  |  |                            |  |
| Eufemia di Slesia-Głogow      |                        | Corrado I di Slesia      |                                    |  |  |       |  |  |                              |  |  |                            |  |
|                               |                        | Salomea Odonicówna       | Ladislao Odonic                    |  |  |       |  |  |                              |  |  |                            |  |
|                               |                        | Salomea Odonicówna       | Ladislao Odonic                    |  |  |       |  |  |                              |  |  |                            |  |
|                               |                        | Salomea Odonicówna       | Edvige (moglie di Ladislao Odonic) |  |  |       |  |  |                              |  |  |                            |  |
| Giovanni Enrico IV di Gorizia |                        | Salomea Odonicówna       |                                    |  |  |       |  |  |                              |  |  |                            |  |
|                               | Enrico XIII di Baviera | Ottone II di Baviera     |                                    |  |  |       |  |  |                              |  |  |                            |  |
|                               | Enrico XIII di Baviera | Ottone II di Baviera     |                                    |  |  |       |  |  |                              |  |  |                            |  |
|                               | Enrico XIII di Baviera | Agnese del Palatinato    |                                    |  |  |       |  |  |                              |  |  |                            |  |
| Stefano I di Baviera          | Enrico XIII di Baviera |                          |                                    |  |  |       |  |  |                              |  |  |                            |  |
|                               |                        | Elisabetta d'Ungheria    | Béla IV d'Ungheria                 |  |  |       |  |  |                              |  |  |                            |  |
|                               |                        | Elisabetta d'Ungheria    | Béla IV d'Ungheria                 |  |  |       |  |  |                              |  |  |                            |  |
|                               |                        | Elisabetta d'Ungheria    | Maria Lascaris di Nicea            |  |  |       |  |  |                              |  |  |                            |  |
| Beatrice di Baviera           |                        | Elisabetta d'Ungheria    |                                    |  |  |       |  |  |                              |  |  |                            |  |
|                               |                        | Bolko I di Świdnica      | Boleslao II di Slesia              |  |  |       |  |  |                              |  |  |                            |  |
|                               |                        | Bolko I di Świdnica      | Boleslao II di Slesia              |  |  |       |  |  |                              |  |  |                            |  |
|                               |                        | Bolko I di Świdnica      | Edvige di Anhalt                   |  |  |       |  |  |                              |  |  |                            |  |
| Giuditta di Świdnica          |                        | Bolko I di Świdnica      |                                    |  |  |       |  |  |                              |  |  |                            |  |
|                               |                        | Beatrice di Brandenburgo | Ottone V di Brandenburgo-Salzwedel |  |  |       |  |  |                              |  |  |                            |  |
|                               |                        | Beatrice di Brandenburgo | Ottone V di Brandenburgo-Salzwedel |  |  |       |  |  |                              |  |  |                            |  |
|                               |                        | Beatrice di Brandenburgo | Giuditta di Henneberg              |  |  |       |  |  |                              |  |  |                            |  |
|                               |                        | Beatrice di Brandenburgo |                                    |  |  |       |  |  |                              |  |  |                            |  |